# Pterolophia cervina
Pterolophia cervina là một loài bọ cánh cứng trong họ Cerambycidae.